# コノテガシワ
コノテガシワ（児の手柏・児手柏・側柏、学名: Platycladus orientalis）は、裸子植物マツ綱のヒノキ科コノテガシワ属に分類される常緑針葉樹の1種であり、コノテガシワ属の唯一の現生種である。クロベ属（Thuja）や Biota に分類されたこともある。中国名は側柏。小枝は平面状に分枝し、十字対生する鱗片状の葉によって扁平に覆われ、ふつう垂直に伸び、ヒノキなどと異なり表裏の違いを示さない。このような垂直に伸びて広がった小枝の様子を、子供が手のひらを立てていることに見立てて「コノテガシワ」の名の由来となったとされる。未熟な球果はやや多肉質であるが、秋に熟すと木質、果鱗先端は盾状にならず、小角状の突起がある。中国原産であるが、世界各地で観賞用に植栽されている。また、枝葉や種子は生薬とされることがある。

## 名称
和名である「コノテガシワ」は「児の手柏」の意味であり、枝葉が垂直に立っている特徴を、子供が手のひらを立てている様子に見立てて名付けられたとされる。「柏」は、中国語ではコノテガシワなどヒノキ科の針葉樹を意味するが、日本ではもともと米を炊くために蒸し器の底の穴に詰める葉（「炊ぐ葉（かしぐは）」）を意味し、「かしわ」と読む。本種の漢名は「側柏（そくはく）」であり、このため「かしわ」の名がついたともされる。また上記の「炊ぐ葉」として、カシワ（ブナ科）やホオノキ（ホオガシワ; モクレン科）の他にコノテガシワが使われたとされることもあるが、コノテガシワが日本に伝わったのは江戸時代とされることが多い。
コノテガシワは、カール・フォン・リンネの『植物の種』（1753年）において記載された種（つまり最初に学名が与えられた植物）の1つである。当初はクロベ属に分類され、Thuja orientalis と命名された。この名は「東方の Thuja（ギリシア語で樹脂に富むある常緑樹）」を意味しており、これに対して同時に記載されたニオイヒバ（Thuja occidentalis）は「西方の Thuja」を意味する。その後、コノテガシワは独自のコノテガシワ属（Platycladus）に移された。

## 特徴
常緑針葉樹の低木から高木であり、高さは2 - 10メートル (m) 、大きなものは高さ20 m、幹の胸高直径 1 m ほどになる（図1, 2）。植栽されているものは、剪定などによって低木に仕立てられていることも多い。樹皮は赤褐色から明灰褐色、薄く縦に細長く剥がれる（下図2c）。樹冠は若木では卵状円錐形、古くなると広く球状不規則になる。小枝は平面的に分枝し、ふつう直立しており、十字対生する鱗片状の葉によって扁平に覆われている（下図3）。クロベ属やヒノキ属では葉に覆われた小枝が水平に伸びて表裏の違いを示すが、コノテガシワでは小枝が垂直に伸びて表裏の違いを示さない。
葉は鱗状葉で光沢がないくすんだ緑色、長さ1–3ミリメートル (mm)、先端は鈍頭、背軸側に樹脂腺がある（下図3）。異形葉性を示し、背腹側の葉は菱形、側葉は舟形で縦溝があり先端はわずかに内曲している。全体にヒノキやサワラの葉に似ており、一見すると表裏の区別はつかないが、葉裏の気孔帯はない。葉に含まれる精油としては、α-ピネン、3-カレン、セドロール、サビネンなどが多い。
雌雄同株、"花期"は3–4月、球花が枝先につく。雄球花は黄緑色から黄褐色、卵形、長さ 2–3 mm、4–6対の小胞子葉からなり、各小胞子葉には3-6個の花粉嚢がある（下図4a）。雌球花は淡紫褐色から青緑色、半球形、直径約 3 mm、果鱗は開出する（下図4b）。
球果は未熟な状態ではやや多肉質で粉白緑色であるが（下図4c）、その年の秋（10 - 11月）に熟すと木質で赤褐色になり裂開し（下図4d）、15-25 × 10-18 mm、3-4対の果鱗からなり、各果鱗の苞鱗先端は遊離して小角状に突出している。果鱗は厚いが扁平で先端は盾状にならない。基部の1–2対の果鱗には2個の種子、上部の果鱗には0–1個の種子が付随する。種子は灰褐色から紫褐色、卵形から楕円形、5-7 × 3-4 mm、翼をほとんど欠く。子葉は2枚。染色体数は 2n = 22。

## 分布・生態
おそらく中国北部（河北省、河南省、山西省、陝西省、甘粛省、四川省）が原産と考えられているが、古くから自生地以外にも植栽されており、自生地との区別は明らかではない（下図5）。中央アジア（タジキスタン、ウズベキスタンなど）のものも自生分布とされることがある。また、中国の他地域やロシア東部、朝鮮半島、日本、ヨーロッパ、中近東、北米など世界各地で植栽されている。中国河南省にある道教寺院である中岳廟の境内は、樹齢1,000年以上とされるコノテガシワの大木で囲まれている。また、北京の中山公園には、コノテガシワの林がある。陽樹であるが、成長は遅い。植栽されたものは街路、公園、庭園、人家の生垣などで見られる。

## 人間との関わり

### 観賞用
世界各地で観賞用に植栽され、公園、庭木、生垣、鉢植えなどで利用される。基本的には高木になるが、矮性の園芸品種が利用されることが多く、また剪定・刈り込みによって低木に仕立てられる。葉色のバリエーションが多く、また冬の葉色が褐色を帯びるものも多い。成長は遅いが萌芽力が強く、剪定には強い。陽樹であり、日陰は好まない。適潤で肥沃な土壌を好むが、耐乾性もある。耐寒性は高くなく、耐雪性、耐風性、耐潮性はない。根は浅く、広がりは小さい。鉢栽培も可能。実生または挿木で増やし、移植はやや難しい。病虫害はあまりない。初心者でも育てやすく、安価に流通している。
園芸品種が多く、葉色や樹形の違いなどバリエーションが豊富で、以下のようなものがある。
- センジュ（千手） Platycladus orientalis 'Compacta'[40][41]
幹が叢生（基部で分枝して株立ちする）し、高さ 1.5 m 程度で広円錐形の樹形になる[42][43]。日本では最も一般的な園芸品種である[40]
- オウゴンコノテ Platycladus orientalis 'Aurea nana'[44][45]（下図6a, b）
早くから日本に導入された園芸品種であり、葉が黄金色になる[46][28]。樹高・幅は 0.5–1 m 程度になる[47]。寒さにも強い[46]。
- コレンス・ゴールド（コリンズゴールド） Platycladus orientalis 'Collen's Gold' ('Collens Gold')
樹高 6-8 m 程度までに成長するが[46]、横幅は 1 m 程度に収まる細長い品種[39]。鉢栽培にはあまり向いていない[39]。新芽は黄金色で、冬でもあまり変色しないがやや茶色を帯びる[46]。
- ローズダリス Platycladus orientalis 'Rosedalisr'[45]（下図6c, d）
葉は灰緑色で柔らかい針葉、新芽は黄緑色、冬は赤紫色になる[46][38]。樹高 2 m 程度の小型品種であり、樹形は卵形[46][38]。枝や葉が柔軟であるため積雪による被害を受けやすい[38]。乾燥に耐え、鉢栽培に適している。日陰に弱い。
- エレガンティシマ Platycladus orientalis 'Elegantissima'[45]
葉は黄緑色で新芽は黄金色、冬季には全体が緑色から赤褐色になる[38][48]。樹高 2.5–4 m ほどになり、樹形は狭円錐形[38][48]。北海道などの寒冷地には適さない[46]。

このほかに 'Beverleyensis'（ベバリエンシス、ベバレイエンシス）、'Blue Cone'（ブルー コーン）、'Falcata'（ファルカータ、ワビャクダン）、'Juniperoides'（ジュニペロイデス）、'Raffles'（ラッフルズ）、'Semperaurea'（センパオーレア）、'Westmont'（ウエストモント） などがある。
中国では、古くは王侯貴族の墓所によく植栽され、また正月には枝を幸福のお守りとした。日本には元文年間（1736–1741年）、ヨーロッパには1752年に伝来したとされる。ただし、『万葉集』に「奈良山の児手柏の両面にかにもかくにも佞人の徒」と詠まれており、これがコノテガシワを意味している可能性もある。

### 薬用
コノテガシワの枝葉は側柏葉（そくはくよう）、種子は側柏仁（そくはくじん）または柏子仁（はくしにん）とよばれる生薬となる。
側柏葉は、葉をつけた小枝を採取して水洗し、水気を切って小さく刻み日干しで乾燥したものである。成分としてはモノテルペン（ピネン、リモネンなど）、セスキテルペン、フラボノイド、タンニン、脂肪酸などを含む。
止血、止瀉作用があり、吐血、血尿、血便、内出血などの出血症状や下痢止めに用いられる。側柏葉1日量2–15グラムを水200–600ミリリットルで半量になるまでとろ火で煎じ、食間3回に分けて服用する。葉は患部の熱をとって出血を止める作用があり、服用すると身体を冷やしやすいので、多く飲んだり長期使用は禁忌とされる。あせも、かぶれ、肌荒れには、側柏葉を布袋に入れて風呂に入れて浴湯料にすると治りを早めるともされ、また不眠や疲労時にも用いられる。円形脱毛症には、葉30グラムをアルコール1リットルに1か月以上漬け込んだ液を塗る。
側柏仁（柏子仁）は、球果を採取して種子を取り出し、これを日干しして乾燥したものである（下図7）。成分としては、脂肪油を含む。滋養強壮、鎮静作用があり、動悸、不眠、盗汗、便秘などに用いる。軽く鍋で炒ってミキサー等で粉末にしたものを、1日量3–12グラム、3回に分けて水や紅茶などに混ぜて飲む。また、不安やストレスによる不眠症や便秘に、1日量2–3グラムを400ミリリットルの水で煎じて3回に分服してもよいが、下痢をしやすい人への服用は禁忌とされる。

### 慣用句など
コノテガシワの枝葉は表と裏の区別ができないことから、「心に裏表のないことの」の比喩に使われる。またこれとは反対の意味でも使われ、二面性のあることを「児の手柏の二面（このてがしわのふたおもて）」とたとえる。また、同様の理由から日本刀の表と裏とで刃文の種類が異なるものを「児の手柏」と呼ぶ。
花ことばは、「生涯変わらぬ愛」とされる。